# アル・アシュタール旅団
アル・アシュタール旅団（あるあしゅたーるりょだん、略:AAB）はバーレーン、エジプト、サウジアラビア、アラブ首長国連邦、アメリカ合衆国、カナダなどにテロ組織認定されているバーレーンのシーア派過激派グループである。

## テロ組織認定
2017年6月、アル・アシュタール旅団はバーレーン、エジプト、アラブ首長国連邦、サウジアラビアによってテロ組織に指定された。カナダは2019年に旅団をテロ組織として分類した。
2024年3月、米国国務省は、この組織をテロ組織として指定し、旅団がバーレーンの安全を不安定化させ、脅かしていると述べた。